# Ken Hannam
Ken Hannam (12 de juliol de 1929 - 16 de novembre de 2004) va ser un director de cinema i televisió australià.

## Carrera
Nascut a St Kilda, Melbourne, el més gran de tres nois, Hannam va viure en la seva joventut a Sydney i es va formar al Wollaroi College a Orange (Nova Gal·les del Sud). Va treballar a la ràdio i televisió australianes, després es va traslladar el 1968 a Anglaterra. Va treballar a la televisió anglesa i va tornar a dirigir llargmetratges australians.
El seu primer llargmetratge, Sunday Too Far Away (1975) va marcar l'aparició d'una indústria cinematogràfica australiana reconeguda internacionalment. Va passar a dirigir Summerfield (1977) i altres pel·lícules. El 1979 va dirigir Dawn! que va participar en l'11è Festival Internacional de Cinema de Moscou.
Hannam va morir de càncer als 75 anys el 16 de novembre de 2004 a Londres. Li van sobreviure les seves tres dones, dos germans, dos fills i tres nets.

## Vida personal
Es va casar amb la seva primera esposa Lena Melocco el 1958; la seva filla Vicki va néixer el 1960. La seva segona esposa va ser Wendy Dickson, la seva directora artística a Break of Day, amb qui es va casar el 1968. Es van divorciar el 1985. La seva tercera esposa era Madlena, una nicaragüenca; es van casar el 1990 i van adoptar un fill, Christopher.

## Filmografia

### Cinema
- Sunday Too Far Away (1975)
- Break of Day (1976)
- Summerfield (1977)
- Dawn! (1979)
- The Mismatch (1979) (telefilm)

### Televisió
- Captain Fortune (1963)
- Adventure Unlimited (1963)
- I Have Been Here Before (1964)
- Split Level (1864)
- The Recruiting Officer (1965)
- Contrabandits
- Paul Temple (7 episodis, 1970–1971)
- Spy Trap (8 episodis, 1972)
- Moonbase 3 (3 episodis, 1973)
- Colditz (2 episodis, 1974)
- The Day of the Triffids (6 episodis, 1981)
- Robbery Under Arms (1985; co-dirigit amb Donald Crombie)
- Lovejoy (3 episodis, 1986)
- Boon (2 episodis, 1987)
- Crossfire (TV drama) (1988) minisèrie
- Hannay (2 episodis, 1989)
- Campion (2 episodis, 1990)
- The House of Eliott (2 episodis, 1992)
- Strathblair (6 episodis, 1992–1993)
- Soldier Soldier (3 episodis, 1995)
- Dangerfield (4 episodis, 1997–1998)
- The Bill (9 episodis, 2000–2001)